# Ponikve (żupania primorsko-gorska)
Ponikve – wieś w Chorwacji, w żupanii primorsko-gorskiej, w mieście Bakar. W 2011 roku liczyła 45 mieszkańców.